# Ilmen

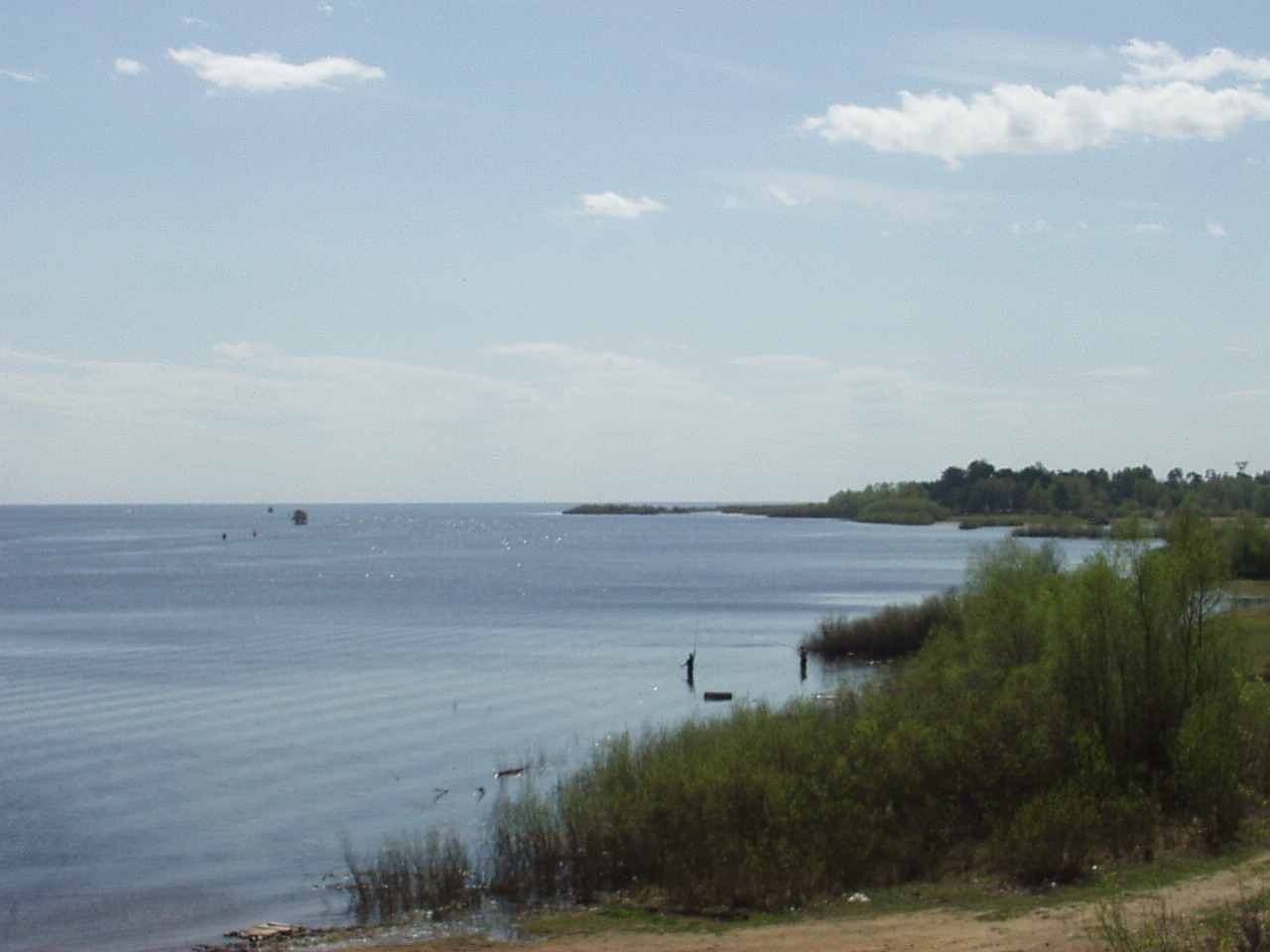
Vy över sjön.

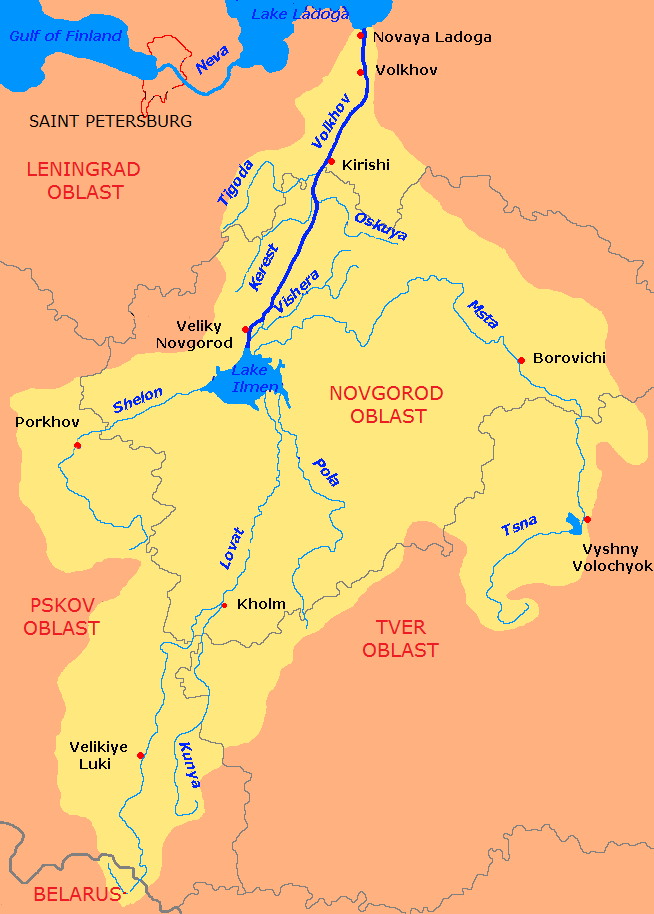
Sjön Ilmens och floden Volchovs avrinningsområde.

Ilmen (ryska: Ильмень) är en stor insjö i Novgorod oblast i nordvästra Ryssland, i närheten av den medeltida handelsstaden Novgorod. 
Sjön har en yta på 982 km² (kan variera mellan 733 och 2 090 km² beroende på vattennivå). Den är 40 kilometer som längst och 32 kilometer som bredast. Det största djupet är bara 10 meter; medeldjupet ligger på 3−4 meter. Sjöns yta ligger bara 18 meter över havets yta.
Ilmen avvattnar 67 200 km² genom 52 större tillflöden, varav de största är:
| Tillflöde | Medelvattenföring (m³/s) | Avrinningsområde (km²) |
| --------- | ------------------------ | ---------------------- |
| Msta      | 202                      | 23 300                 |
| Lovat     | 105                      | 21 900                 |
| Pola      | 63                       | 7 420                  |
| Sjelon    | 44                       | 9 710                  |

Sjöns utflöde norrut är floden Volchov som mynnar efter 224 kilometer i Ladoga, som i sin tur töms av Neva, vilken mynnar i Finska viken. Staden Novgorod ligger 6 kilometer nedanför sjöns utflöde i Volchov. Näringar inkluderar fiske, en damm med vattenkraftverk vid staden  Volchov nära Ladoga samt transporter mellan Novgorod, Staraja Russa och Sjimsk.

## Historia
Vid Ilmen bodde de ilmenslaver som hade stor betydelse vid grundandet av det ryska riket på 700- och 800-talet.